# Wright Cadet
De Wright Cadet is een lichtgewicht lagevloerbus die werd geproduceerd door Wrightbus in opdracht van Arriva. Het is de kleinere stadsbus-variant van de Wright Commander. De carrosserie werd gebouwd op een DAF/VDL SB120 chassis van VDL, en uitgerust met een motor van fabrikant Cummins. De oorspronkelijk voor Engeland ontwikkelde bus werd speciaal voor Nederland aangepast, met twee deuren aan de rechterkant in plaats van één dubbele deur aan de linkerkant. De Wright Cadet werd ook door Volvo (op DAF SB120 Chassis) op de markt gebracht als Wright Merit.
Voor Arriva Nederland werden acht bussen (serie 5920-5927) geleverd voor de stadsdienst in Leeuwarden. Per 1 januari 2007 ging deze concessie over naar Connexxion. De 10 meter Wrights werden daarna onder meer ingezet op het servicenet in rond Winschoten. De 5920 heeft ook nog in Gorinchem gereden. Na het verlies van het busvervoer in Groningen en Drenthe zijn de bussen buiten dienst gesteld. Alle bussen rijden sindsdien als (serie 465-472) bij Arriva dochter TST (Transportes Sul do Tejo) in Portugal.

## Foto’s

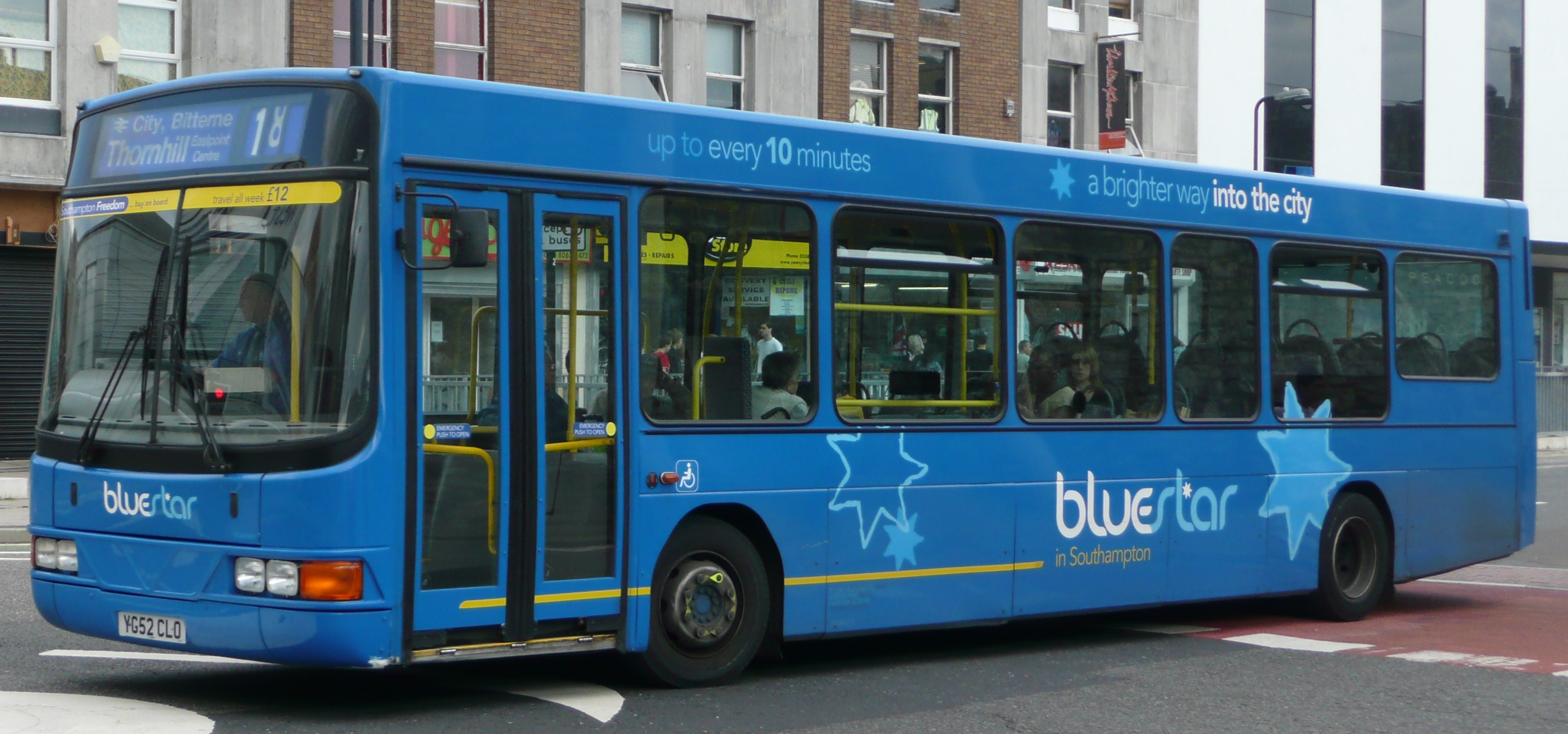
Wright Cadet, Southampton, Engeland, met een voordeur aan de linkerkant